# Taça de Portugal de 2018–19
A Taça de Portugal de 2018–19 (conhecida por Taça de Portugal Placard de 2018-19 por motivos de patrocínio) foi a 79.ª edição da Taça de Portugal e foi disputada por 103 equipas dos 3 campeonatos nacionais, mais 41 representantes dos Campeonatos Distritais.
O Sporting conquistou o troféu pela 17.ª vez ao bater na final o Porto no desempate por grandes penalidades (5-4) após empate a 2 golos no final do tempo regulamentar.

## Formato
Esta edição da Taça de Portugal seguiu o mesmo formato que edição a anterior, sendo constituída por 7 eliminatórias e uma final. As 5 equipas "B" (1 no Campeonato de Portugal, 4 na Segunda Liga) não puderam participar na competição.
Na 1.ª eliminatória participaram 71 equipas do Campeonato de Portugal, assim como 41 equipas distritais. Na 2.ª eliminatória, juntaram-se aos 56 vencedores da 1.ª eliminatória 22 equipas repescadas e 14 equipas da Segunda Liga. Na 3.ª eliminatória entraram os clubes da Primeira Liga.
Todas as eliminatórias foram disputadas numa só mão com exceção das meias-finais, que foram disputadas a duas mãos, sempre com recurso a prolongamento e grandes penalidades, caso o sejam necessários para desempate. Na 2.ª eliminatória as equipas da Segunda Liga não se podem defrontar e jogam sempre na qualidade de visitante, sendo que o mesmo se aplica para as equipas da Primeira Liga, na 3.ª eliminatória. A final é disputada num estádio definido pela FPF, tradicionalmente o Estádio Nacional do Jamor.
| Eliminatória     | Equipas ainda em prova | Participam nesta eliminatória | Vencedores da eliminatória anterior | Novas entradas | Liga                                                    |
| ---------------- | ---------------------- | ----------------------------- | ----------------------------------- | -------------- | ------------------------------------------------------- |
| 1.ª Eliminatória | 144                    | 112                           | -                                   | 112            | Campeonato de Portugal 41 representantes dos Distritais |
| 2.ª Eliminatória | 110                    | 92                            | 56+22                               | 14             | Segunda Liga                                            |
| 3.ª Eliminatória | 64                     | 64                            | 46                                  | 18             | Primeira Liga                                           |
| 4.ª Eliminatória | 32                     | 32                            | 32                                  | -              | -                                                       |
| Oitavos-de-Final | 16                     | 16                            | 16                                  | -              | -                                                       |
| Quartos-de-Final | 8                      | 8                             | 8                                   | -              | -                                                       |
| Meias-Finais     | 4                      | 4                             | 4                                   | -              | -                                                       |
| Final            | 2                      | 2                             | 2                                   | -              | -                                                       |

## Calendário
O calendário da Taça de Portugal 2018/19 foi publicado pela FPF a 8 de junho, juntamente com o calendário para os jogos da Supertaça e Campeonato de Portugal.
| Eliminatória     | Data do sorteio        | Data dos jogos                                                      | Número de jogos | Equipas   | Prémios de Participação                            |
| ---------------- | ---------------------- | ------------------------------------------------------------------- | --------------- | --------- | -------------------------------------------------- |
| 1.ª Eliminatória | 10 de agosto de 2018   | 8-9 de setembro de 2018                                             | 56              | 144 → 110 | 3.000€                                             |
| 2.ª Eliminatória | 11 de setembro de 2018 | 29-30 de setembro de 2018                                           | 46              | 110 → 64  | 4.000€                                             |
| 3.ª Eliminatória | 10 de outubro de 2018  | 18-21 de outubro de 2018                                            | 32              | 64 → 32   | 5.000€                                             |
| 4.ª Eliminatória | 26 de outubro de 2018  | 22, 24-25 de novembro de 2018                                       | 16              | 32 → 16   | 6.000€                                             |
| Oitavos-de-Final | 30 de novembro de 2018 | 18-19 de dezembro de 2018                                           | 8               | 16 → 8    | 9.000€                                             |
| Quartos-de-Final | 21 de dezembro de 2018 | 15-16 de janeiro de 2019                                            | 4               | 8 → 4     | 12.000€                                            |
| Meias-Finais     | 21 de dezembro de 2018 | 6, 26 de fevereiro de 2019 (1.ª mão) 2-3 de abril de 2019 (2.ª mão) | 4               | 4 → 2     | 17.500€                                            |
| Final            | -                      | 25 de maio                                                          | 1               | 2 → 1     | 150.000 € (finalista vencido) 300.000 € (vencedor) |

## 1.ª Eliminatória
| I Liga  | II Liga | Campeonato de Portugal | Distritais | Total     |
| ------- | ------- | ---------------------- | ---------- | --------- |
| 18 / 18 | 14 / 14 | 71 / 71                | 41 / 41    | 144 / 144 |

A 1.ª eliminatória foi disputada no fim de semana de 8 e 9 de setembro de 2018.
| 8 setembro 2018 Serie A | Limianos (CP)                                                                   | 4–0       | (D) Valenciano | Ponte de Lima                                      |  |
| 17:00                   | - Ricardo Silva 32' - Cláudio Dantas 45' - Francisco Cerqueira 55' - Imbeni 85' | Relatório |                | Estádio: Campo do Cruzeiro Árbitro: José Rodrigues |  |

| 9 setembro 2018 Serie A | Vianense (D) | 0–1       | (CP) Gil Vicente   | Viana do Castelo                                         |  |
| 17:00                   |              | Relatório | - Ahmed Isaiah 71' | Estádio: Estádio Dr. José de Matos Árbitro: Hugo Pacheco |  |

| 9 setembro 2018 Serie A | Vilaverdense (CP)                   | 2–3       | (CP) Caçadores das Taipas                       | Vila Verde                                              |  |
| 17:00                   | - Pereira 13' - Aldair Ferreira 45' | Relatório | - Carneiro 23', 64' (pen.) - Miguel Pereira 90' | Estádio: Campo da Cruz do Reguengo Árbitro: Bruno Costa |  |

| 9 setembro 2018 Serie A | Maria da Fonte (CP)                                              | 4–0       | (CP) Mirandês | Póvoa de Lanhoso                                          |  |
| 17:00                   | - Telmo Fernandes 16' - Miguel Ribeiro 50' - João Marna 55', 71' | Relatório |               | Estádio: Estádio dos Moinhos Novos Árbitro: Márcio Torres |  |

| 9 setembro 2018 Serie A | Vinhais (D)         | 1–6       | (CP) Chaves Satélite | Vinhais                                                      |  |
| 17:00                   | - Márcio Doreta 52' | Relatório | - Nuno Fernandes 10' (o.g.) - Gustavo Souza 27' - José Oliveira 75' - Marlon Almeida 82' - João Paredes 86' (pen.) - Abdoul Zangre 87' | Estádio: Estádio Municipal de Vinhais Árbitro: António Alves |  |

| 9 setembro 2018 Serie A | Montalegre (CP)   | 2–3       | (CP) Pedras Salgadas                  | Montalegre                                                        |  |
| 17:00                   | - Bonkat 38', 77' | Relatório | - Luís Neves 26' - João Lima 71', 89' | Estádio: Campo Dr. Diogo Alves Vaz Pereira Árbitro: Carlos Macedo |  |

| 9 setembro 2018 Serie A | Merelinense (CP)                               | 3–1       | (D) Vieira     | Merelim                                                     |  |
| 17:00                   | - Fábio Pimenta 42', 47' - Henrique Vieira 90' | Relatório | - Rui Cruz 77' | Estádio: Estádio João Soares Vieira Árbitro: Carlos Pizarro |  |

| 9 setembro 2018 Serie B | Joane (D) | 0–2       | (CP) Fafe                        | Joane                                            |  |
| 17:00                   |           | Relatório | - Nené 61' (pen.) - Ferrinho 90' | Estádio: Estádio de Barreiros Árbitro: Joel Vale |  |

| 9 setembro 2018 Serie B | Trofense (CP)     | 1–0       | (CP) Vizela | Trofa                                                    |  |
| 17:00                   | - Castanheira 26' | Relatório |             | Estádio: Estádio C.D. Trofense Árbitro: Leonardo Marques |  |

| 9 setembro 2018 Serie B | Amarante (CP)                                                                                             | 6–0       | (CP) AD Oliveirense | Amarante                                                     |  |
| 17:00                   | - Nélson Piquet 14' - Miguelito 18', 53' - Marquinhos 36' - Chukwunenye Ukachukwu 67' - André Fonseca 79' | Relatório |                     | Estádio: Estádio Municipal de Amarante Árbitro: André Castro |  |

| 9 setembro 2018 Serie B | Vila Real (D)                             | 2–1       | (CP) Torcatense       | Vila Real                                                              |  |
| 17:00                   | - Diogo Santos 46' - Eduardo Teixeira 49' | Relatório | - Jussame Ribeiro 77' | Estádio: Complexo Desportivo do Monte da Forca Árbitro: Pedro Viveiros |  |

| 9 setembro 2018 Serie B | Pedras Rubras (CP) | 1–2       | (CP) Mirandela    | Pedras Rubras                                                    |  |
| 17:00                   | - Nuno Pereira 25' | Relatório | - Medina 38', 63' | Estádio: Estádio Municipal de Pedras Rubras Árbitro: Bruno Nunes |  |

| 9 setembro 2018 Serie B | São Martinho (CP)                                          | 6–1       | (D) Machico   | São Martinho do Campo                                                           |  |
| 17:00                   | - Pedro Rodrigues 21' - Nei 34', 55' - Costa 45', 83', 90' | Relatório | - Hernâni 46' | Estádio: Estádio Comendador Abílio Ferreira de Oliveira Árbitro: Albano Correia |  |

| 9 setembro 2018 Serie B | Felgueiras 1932 (CP)                                                                  | 9–0       | (D) Vila Flor | Felgueiras                                                           |  |
| 17:00                   | - Ayonfe Akinbule 17', 63', 71' - Digas 21', 30', 32', 36' - André Rodrigues 43', 75' | Relatório |               | Estádio: Estádio Municipal Dr. Machado Matos Árbitro: Pedro Ferreira |  |

| 9 setembro 2018 Serie C | Gondomar (CP)                           | 2–0       | (CP) Leça | Gondomar                                                 |  |
| 17:00                   | - Óscar Rojas 46' - Zé Pedro 82' (pen.) | Relatório |           | Estádio: Estádio de S. Miguel Árbitro: Humberto Teixeira |  |

| 9 setembro 2018 Serie C | Cesarense (CP)       | 1–0       | (CP) Sp. Mêda | Oliveira de Azeméis                                         |  |
| 17:00                   | - Adelcio Varela 39' | Relatório |               | Estádio: Estádio do Mergulhão Árbitro: João Casegas Almeida |  |

| 9 setembro 2018 Serie C | Cinfães (CP) | 0–0 (pro.) (4–5 pen.) | (CP) Sp. Espinho | Cinfães                                                            |  |
| 17:00                   |              | Relatório             |                  | Estádio: Estádio Municipal Prof. Cerveira Pinto Árbitro: Rui Silva |  |

| 9 setembro 2018 Serie C | Coimbrões (CP) | 0–2       | (D) Rio Tinto                                  | Santa Marinha                                     |  |
| 17:00                   |                | Relatório | - Diogo Bonifácio 38' - Bruno Neves 63' (o.g.) | Estádio: Parque Silva Matos Árbitro: João Pereira |  |

| 9 setembro 2018 Serie C | União da Madeira (CP)                           | 3–1 (pro.) | (CP) Lusitânia Lourosa | Camacha                                                            |  |
| 15:00                   | - Viveiros 21' - Adelaja 96' - Vasconcelos 113' | Relatório  | - Castro 38'           | Estádio: Complexo Desportivo do C.F. União Árbitro: David Salvador |  |

| 9 setembro 2018 Serie C | Valadares Gaia (D) | 0–0 (pro.) (4–2 pen.) | (CP) Paredes | Valadares                                                       |  |
| 17:00                   |                    | Relatório             |              | Estádio: Complexo Desportivo de Valadares Árbitro: Pedro Campos |  |

| 9 setembro 2018 Serie C | Sp. Lamego (CP)                                            | 3–2 (pro.) | (D) Régua                                 | Lamego                                               |  |
| 17:00                   | - Vítor Guedes 59' - Claudino Semedo 90' - José Pinto 104' | Relatório  | - Ivanísio Júnior 8' - Juslain Babele 57' | Estádio: Estádio dos Remédios Árbitro: Marco Pereira |  |

| 9 setembro 2018 Serie D | Águeda (CP)                   | 2–1 | (D) Trancoso        | Águeda                                                        |  |
| 17:00                   | - Iafai Jancó 18' - Niang 29' |     | - Bruno Fonseca 58' | Estádio: Estádio Municipal de Águeda Árbitro: António Moreira |  |

| 9 setembro 2018 Serie D | Anadia (CP)                                         | 3–1 | (CP) Penalva do Castelo | Anadia                                                    |  |
| 17:00                   | - Michael dos Santos 4' - Santiago 25' - Santos 76' |     | - Albert Kokora 53'     | Estádio: Estádio Municipal Eng. Sílvio Henriques Cerveira |  |

| 9 setembro 2018 Serie D | Pampilhosa (D) | 0–0 (pro.) (2–4 pen.) | (CP) Oliveira do Hospital | Pampilhosa, Aveiro                                                  |  |
| 17:00                   |                |                       |                           | Estádio: Campo de Jogos Municipal Carlos Duarte Árbitro: Fábio Piló |  |

| 9 setembro 2018 Serie D | Lusitano Vildemoinhos (CP)                | 2–4 | (D) Beira-Mar                                                   | Viseu                        |  |
| 17:00                   | - Diogo Braz 79' - Murilo Rosa 85' (pen.) |     | - Bruno Henrique 2' - Letz 11' - Pedro Aparício 39' - Artur 43' | Estádio: Campo dos Trambelos |  |

| 9 setembro 2018 Serie D | Vila de Silgueiros (D) | 0–2 | (CP) Gafanha                              | Mangualde                                                    |  |
| 17:00                   |                        |     | - Diogo Tavares 36' - Bruno Fernandes 56' | Estádio: Estádio Municipal de Mangualde Árbitro: Fábio Nunes |  |

| 9 setembro 2018 Serie D | Eirense (D)                               | 2–0 | (D) Gouveia | Eiras, Coimbra                 |  |
| 17:00                   | - Carlos Lopes 49' - Bernardo Marques 84' |     |             | Estádio: Campo do Vale do Fôjo |  |

| 9 setembro 2018 Serie D | Sanjoanense (CP)                      | 2–0 | (CP) AD Nogueirense | São João da Madeira                                      |  |
| 17:00                   | - Martin Luther 86' - Rafa 90' (pen.) |     |                     | Estádio: Estádio Conde Dias Garcia Árbitro: Nélson Cunha |  |

| 9 setembro 2018 Serie E | Benfica Castelo Branco (CP) | 1–2 | (CP) União de Leiria     | Castelo Branco                                                   |  |
| 17:00                   | - Matos 85'                 |     | - Antwi 15' - Vieira 18' | Estádio: Estádio Municipal Vale do Romeiro Árbitro: Paulo Raposo |  |

| 9 setembro 2018 Serie E | Oleiros (CP)      | 2–0 | (CP) Fátima | Oleiros                                                 |  |
| 17:00                   | - Vilmar 18', 83' |     |             | Estádio: Municipal de Oleiros Árbitro: Renato Gonçalves |  |

| 9 setembro 2018 Serie E | Sertanense (CP)                       | 2–0 | (D) Beneditense | Sertã                                                              |  |
| 17:00                   | - Sócrates Pedro 18' - João Jesus 70' |     |                 | Estádio: Campo de Jogos Dr. Marques dos Santos Árbitro: Rui Mendes |  |

| 9 setembro 2018 Serie E | Condeixa (D)                                           | 3–2 | (CP) Mação                        | Condeixa-a-Nova                                               |  |
| 17:00                   | - André Jorge 29' - Léo Teixeira 35' - Rui Pereira 90' |     | - Sérgio Nogueira 13', 79' (pen.) | Estádio: Municipal de Condeixa-a-Nova Árbitro: Daniel Cardoso |  |

| 9 setembro 2018 Serie E | Vit. Sernache (D)            | 1–0 | (CP) Alcains | Cernache do Bonjardim                                        |  |
| 17:00                   | - Williams Júnior 43' (pen.) |     |              | Estádio: Municipal Nuno Álvares Pereira Árbitro: Luís Máximo |  |

| 9 setembro 2018 Serie E | Idanhense (D)       | 1–2 | (D) União de Tomar                   | Idanha-a-Nova                                                |  |
| 17:00                   | - Carlos Filipe 86' |     | - Allan Peixoto 41' - João Pedro 56' | Estádio: Municipal de Idanha-a-Nova Árbitro: Miguel Nogueira |  |

| 9 setembro 2018 Serie E | Amigos da Paz (D)                | 2–0 | (D) Torres Novas | Pousos, Leiria                                   |  |
| 17:00                   | - Cedric Jorge 20' - Marques 30' |     |                  | Estádio: Campo da Charneca Árbitro: José Almeida |  |

| 8 setembro 2018 Serie F | Sacavenense (CP)                    | 2–1 (pro.) | (CP) Alverca                | Sacavém                                              |  |
| 17:00                   | - Elvis Fernandes 80' - Simões 100' | Relatório  | - Elton Carvalho 70' (pen.) | Estádio: Campo do Sacavenense Árbitro: Bruno Rebocho |  |

| 9 setembro 2018 Serie F | 1º de Dezembro (CP) | 1–2 | (CP) Sintrense                        | Sintra                                              |  |
| 17:00                   | - Luisinho 90'      |     | - Filipe Pipas 31' - Pires 72' (pen.) | Estádio: Campo Conde de Sucena Árbitro: Flávio Lima |  |

| 9 setembro 2018 Serie F | Vilafranquense (CP) | 0–0 (pro.) (2–4 pen.) | (CP) Caldas | Vila Franca de Xira                                |  |
| 17:00                   |                     |                       |             | Estádio: Campo do Cevadeiro Árbitro: João Bernardo |  |

| 9 setembro 2018 Serie F | Loures (CP)                                                                           | 6–1 | (D) Portalegrense   | Loures                                                     |  |
| 17:00                   | - Serginho 26', 49' (pen.), 54' - Jamil Rodríguez 32' - Ronan Rodrigues 66' - Liz 71' |     | - Gonçalo Neves 65' | Estádio: Campo José da Silva Faria Árbitro: Paulo Barradas |  |

| 9 setembro 2018 Serie F | Torreense (CP)          | 2–0 | (D) Coutada | Torres Vedras                                          |  |
| 17:00                   | - Vaz 34' - Batalha 90' |     |             | Estádio: Estádio Manuel Marques Árbitro: Gonçalo Nunes |  |

| 9 setembro 2018 Serie F | Lourinhanense (D)   | 1–2 | (CP) Peniche                              | Lourinhã                                            |  |
| 17:00                   | - Flávio Santos 56' |     | - Zílio 16' (pen.) - Gonçalo Chaves 90+4' | Estádio: Municipal da Lourinhã Árbitro: José Gorjão |  |

| 9 setembro 2018 Serie F | Gafetense (D) | 0–8 | (CP) Santa Iria | Gáfete                                            |  |
| 17:00                   |               |     | - João Costa 7', 90' - Vítor Hugo 27' - Flecha 58' - Hugo Ildefonso 64' - André Costa 74' - Bruno Santos 79' (pen.) - Pedro Lobo 90+2' | Estádio: Municipal de Gáfete Árbitro: João Mendes |  |

| 8 setembro 2018 Serie G | Praiense (CP)                             | 3–0       | (D) Redondense | Praia da Vitória                                                         |  |
| 12:00 (11:00 UTC±0)     | - Fonseca 45' - Cristiano Magina 65', 85' | Relatório |                | Estádio: Estádio Municipal da Praia da Vitória Árbitro: Gonçalo Carreira |  |

| 8 setembro 2018 Serie G | Pinhalnovense (CP)                                                                     | 5–0 (pro.) | (D) Vale Formoso | Pinhal Novo                                                    |  |
| 14:00                   | - Tiago Feiteira 105' - Diego Zaporo 105', 119' - João Guilherme 112' - Ivan Reis 116' | Relatório  |                  | Estádio: Campo de Jogos Santos Jorge Árbitro: Ricardo Baixinho |  |

| 8 setembro 2018 Serie G | Rabo de Peixe (D) | 0–0 (pro.) (1–4 pen.) | (CP) Olímpico Montijo | Ribeira Grande                                                      |  |
| 17:30 (16:30 UTC±0)     |                   | Relatório             |                       | Estádio: Estádio Municipal da Ribeira Grande Árbitro: Diogo Pereira |  |

| 8 setembro 2018 Serie G | Casa Pia (CP)                                                                     | 6–0       | (D) Graciosa | Lisboa                                              |  |
| 17:00                   | - Embaló 23', 51', 63' - Miguel Rodrigues 25' - Fonseca 40' - Roncatto 54' (pen.) | Relatório |              | Estádio: Estádio Pina Manique Árbitro: Luís Reforço |  |

| 8 setembro 2018 Serie G | Angrense (CP)                                    | 3–0 | (D) Marítimo Graciosa | Angra do Heroísmo                       |  |
| 18:00 (17:00 UTC±0)     | - Ivan Santos 55', 66' - Pedro Aguiar 86' (pen.) |     |                       | Estádio: Municipal de Angra do Heróismo |  |

| 9 setembro 2018 Serie G | Sp. Ideal (CP) | 0–2 | (CP) Real                                    | Ribeira Grande                                            |  |
| 17:00 (16:00 UTC±0)     |                |     | - Gustavo Cazonatti 40' - Filipe Andrade 50' | Estádio: Municipal da Ribeira Grande Árbitro: João Afonso |  |

| 9 setembro 2018 Serie G | Oriental (CP)                                    | 3–1 | (D) Barreirense       | Lisbon                                                      |  |
| 17:00                   | - Nélson Landim 31' - Gomes 34' - Luís Lucas 64' |     | - Rúben Guerreiro 22' | Estádio: Campo Engenheiro Carlos Salema Árbitro: Rui Soares |  |

## 2.ª Eliminatória
| I Liga  | II Liga | Campeonato de Portugal | Distritais | Total     |
| ------- | ------- | ---------------------- | ---------- | --------- |
| 18 / 18 | 14 / 14 | 54 / 71                | 24 / 41    | 110 / 144 |

Repescagem
As seguintes 22 equipas foram sorteadas entre as equipas derrotadas na 1.ª eliminatória, para participarem na 2.ª eliminatória:
- Alverca (CP)
- Beneditense (D)
- Coimbrões (CP)
- Fátima (CP)
- Joane (D)
- Leça (CP)
- Louletano (CP)
- Lourinhanense (D)
- Lusitano Vildemoinhos (CP)
- Mirandês (CP)
- Montalegre (CP)
- Paredes (CP)
- Praia Milfontes (D)
- Portalegrense (D)
- Sp. Ideal (CP)
- Torres Novas (D)
- União Santiago (D)
- Vale Formoso (D)
- Valenciano (D)
- Vila de Silgueiros (D)
- Vila Flor (D)
- Vilafranquense (CP)

Jogos
| 29 Setembro 2018 | Gondomar (CP)     | 1–2 | (II) Cova da Piedade                  | Gondomar                                               |  |
| 15:30            | - Óscar Rojas 79' |     | - Rodrigo Martins 78' - Sori Mané 87' | Estádio: Estádio de São Miguel Árbitro: Vítor Ferreira |  |

| 29 Setembro 2018 | Leça (CP) | 0–3 | (II) Leixões                                      | Leça da Palmeira                                     |  |
| 19:45            |           |     | - Pedro Henrique 2' - Kukula 85' - Erivaldo 90+3' | Estádio: Estádio do Leça FC Árbitro: Cláudio Pereira |  |

| 30 Setembro 2018    | Praiense (CP)                                         | 5–1 | (CP) Pinhalnovense | Praia da Vitória                                             |  |
| 12:00 (11:00 UTC±0) | - Danny Esteves 17', 35' - Dário 30', 43' - Breno 40' |     | - Alain Pilar 48'  | Estádio: Municipal da Praia da Vitória Árbitro: José Almeida |  |

| 30 Setembro 2018 | Anadia (CP)                    | 3–1 | (D) Mineiro Aljustrelense | Anadia                                                                         |  |
| 15:00            | - Mino 54', 63' - Santiago 76' |     | - Pedro Seco 43'          | Estádio: Estádio Municipal Engº Sílvio Henriques Cerveira Árbitro: David Silva |  |

| 30 Setembro 2018 | Merelinense (CP) | 0–3 | (CP) União da Madeira            | Merelim                                                    |  |
| 15:00            |                  |     | - Luizinho 23', 30' - Aldair 86' | Estádio: Estádio João Soares Vieira Árbitro: Sérgio Soares |  |

| 30 Setembro 2018       | Eirense (D) | 0–3 | (CP) Torreense                       | Eiras, Coimbra                                       |  |
| 15:00 WEST (UTC+01:00) |             |     | - Batalha 19', 82' - Bonifácio 90+1' | Estádio: Campo do Vale do Fôjo Árbitro: André Castro |  |

| 30 Setembro 2018 | Lusitano Évora (D)     | 1–3 (pro.) | (CP) Oriental                                | Évora                                                        |  |
| 15:00            | - Pedro Amendoeira 99' |            | - Luís Lucas 94', 120' - Márcio Augusto 117' | Estádio: Complexo Desportivo do Lusitano Árbitro: Hugo Silva |  |

| 30 Setembro 2018 | Casa Pia (CP)                   | 2–0 | (CP) Olímpico Montijo | Lisbon                                            |  |
| 15:00            | - João Coito 30' - Gregório 52' |     |                       | Estádio: Estádio Pina Manique Árbitro: Fábio Piló |  |

| 30 Setembro 2018 | Peniche (CP)         | 1–3 | (CP) Montalegre                                | Peniche                                            |  |
| 15:00            | - Tiago Ferreira 76' |     | - Ferrari 26' - Turé 63' - Anderson Zangão 69' | Estádio: Estádio do Peniche Árbitro: Diogo Vicente |  |

| 30 Setembro 2018 | Silves (D)                                 | 2–1 | (CP) Paredes    | Silves                                                           |  |
| 15:00            | - Mica Duarte 46' - André Tonon 68' (pen.) |     | - Shpitalny 78' | Estádio: Estádio Doutor Francisco Vieira Árbitro: Paulo Barradas |  |

| 30 Setembro 2018 | Santa Iria (CP)                                      | 3–1 | (D) Lourinhanense   | Santa Iria de Azoia, Loures                                     |  |
| 15:00            | - David Lourenço 45' - Maurício 84' - João Costa 87' |     | - Rodrigo Pinto 42' | Estádio: Campo de Jogos Tomaz Reynolds Árbitro: Miguel Nogueira |  |

| 30 Setembro 2018 | Praia de Milfontes (D)   | 2–5 | (D) Valenciano                                        | Vila Nova de Milfontes                        |  |
| 15:00            | - André Ribeiro 36', 41' |     | - Bruno Moreira 14', 69' - Joel 31', 70' - Castro 56' | Estádio: Campo Foz do Mira Árbitro: Nuno Alvo |  |

| 30 Setembro 2018 | Oliveira do Hospital (CP) | 1–1 (pro.) (3–5 pen.) | (CP) Lusitano Vildemoinhos | Oliveira do Hospital                                            |  |
| 15:00            | - Trajceski 79'           |                       | - Gonçalves 52'            | Estádio: Municipal de Oliveira do Hospital Árbitro: Luís Máximo |  |

| 30 Setembro 2018 | Gil Vicente (CP) | 0–1 | (CP) Chaves Satélite      | Barcelos                                                 |  |
| 15:00            |                  |     | - João Paredes 84' (pen.) | Estádio: Estádio Cidade de Barcelos Árbitro: Fábio Nunes |  |

| 30 Setembro 2018 | Amigos da Paz (D)          | 2–4 | (D) União Santiago                      | Pousos, Leiria                                 |  |
| 15:00            | - Marques 55' - Cedric 65' |     | - Ramião 7', 21', 23' - Vítor Reste 37' | Estádio: Campo da Charneca Árbitro: Rui Mendes |  |

| 30 Setembro 2018 | Mirandês (CP)            | 2–3 | (CP) Coimbrões                                     | Miranda do Douro                                                    |  |
| 15:00            | - Amadi 45' - Litcha 58' |     | - Mário Pereira 7' - Pedro Tavares 43' - Hélio 52' | Estádio: Estádio Municipal da Santa Luzia Árbitro: Renato Gonçalves |  |

| 30 Setembro 2018 | Felgueiras 1932 (CP)                      | 2–0 | (D) Joane | Felgueiras                                                 |  |
| 15:00            | - Sunday 40' (pen.) - André Rodrigues 69' |     |           | Estádio: Estádio Dr. Machado de Matos Árbitro: Bruno Nunes |  |

| 30 Setembro 2018 | Loures (CP)            | 1–0 | (CP) Oleiros | Loures                                                  |  |
| 15:00            | - Rodrigo Thompson 87' |     |              | Estádio: Campo José da Silva Faria Árbitro: José Gorjão |  |

| 30 Setembro 2018 | Valadares Gaia (D) | 0–1 | (CP) Louletano | Valadares                                                         |  |
| 15:00            |                    |     | - Marocas 81'  | Estádio: Complexo Desportivo de Valadares Árbitro: Daniel Cardoso |  |

| 30 Setembro 2018 | Amora (CP)                                                                                   | 8–0 | (D) Sp. Lamego | Amora                                              |  |
| 15:00            | - Evanga Bienvenu 3', 44', 55' - Joca 22' (pen.) - Ruben Fidalgo 42', 56', 81' - Tavares 84' |     |                | Estádio: Estádio da Medideira Árbitro: Flávio Lima |  |

| 30 Setembro 2018 | Real (CP) | 0–0 (pro.) (4–5 pen.) | (CP) Mirandela | Queluz                                              |  |
| 15:00            |           |                       |                | Estádio: Estádio do Real SC Árbitro: David Salvador |  |

| 30 Setembro 2018 | Sp. Espinho (CP) | 0–0 (pro.) (6–5 pen.) | (CP) Sintrense | Espinho                                                         |  |
| 15:00            |                  |                       |                | Estádio: Estádio Comendador Manuel Violas Árbitro: Hugo Pacheco |  |

| 30 Setembro 2018 | Torres Novas (D) | 0–4 | (CP) Maria da Fonte                              | Torres Novas                                |  |
| 15:00            |                  |     | - João Marna 44', 63' - Tanela 57' - Romário 76' | Estádio: Estádio Municipal Dr. Alves Vieira |  |

| 30 Setembro 2018 | Beira-Mar (D) | 0–1 | (CP) São Martinho  | Aveiro                                                      |  |
| 15:00            |               |     | - Manuel Pedro 90' | Estádio: Estádio Mário Duarte Árbitro: João Casegas Almeida |  |

| 30 Setembro 2018 | Vila de Silgueiros (D) | 0–2 | (CP) Angrense               | Viseu                                                |  |
| 15:00            |                        |     | - Seidi 60' - Rodrigues 83' | Estádio: Estádio do Fontelo Árbitro: José Laranjeira |  |

| 30 Setembro 2018 | Rio Tinto (D) | 1–4 | (CP) Moura                                                  | Rio Tinto                                                     |  |
| 15:00            | - Djaló 45'   |     | - Abreu 43', 90' - Leonardo Ceará 71' - Eduardo Nunes 90+2' | Estádio: Estádio Cidade de Rio Tinto Árbitro: Duarte Oliveira |  |

| 30 Setembro 2018 | Beneditense (D) | 0–3 | (CP) Armacenenses                                            | Benedita                                                    |  |
| 15:00            |                 |     | - Wellington Júnior 31' - Bruno Torres 74' - Yaggo Gomes 90' | Estádio: Parque Jogos Fonte da Senhora Árbitro: João Mendes |  |

| 30 Setembro 2018 | Sacavenense (CP)               | 2–1 | (II) Varzim | Sacavém                                             |  |
| 15:00            | - Joel Neves 8' - Iaquinta 18' |     | - Haman 70' | Estádio: Campo do Sacavenense Árbitro: Pedro Vilaça |  |

| 30 Setembro 2018 | Condeixa (D)      | 1–3 | (II) Paços de Ferreira                                     | Condeixa-a-Nova                                           |  |
| 15:00            | - Rui Pereira 45' |     | - Andrezinho 69' (pen.) - Douglas Tanque 89' - Fatai 90+4' | Estádio: Municipal de Condeixa-a-Nova Árbitro: João Pinho |  |

| 30 Setembro 2018 | Cesarense (CP) | 1–2 (pro.) | (II) Sp. Covilhã              | Cesar                                               |  |
| 15:00            | - Chapinha 15' |            | - Onyeka 72' - Rick Sena 114' | Estádio: Estádio do Mergulhão Árbitro: Rui Oliveira |  |

| 30 Setembro 2018 | Trofense (CP)                               | 2–3 | (II) Penafiel               | Trofa                                                  |  |
| 15:00            | - João Paulo 54' (o.g.) - Moraes 85' (pen.) |     | - Areias 5', 50' - Yuri 75' | Estádio: Estádio do CD Trofense Árbitro: Carlos Xistra |  |

| 30 Setembro 2018 | Águeda (CP) | 1–0 | (II) Famalicão | Águeda                                                  |  |
| 15:00            | - Niang 34' |     |                | Estádio: Estádio Municipal de Águeda Árbitro: Rui Costa |  |

| 30 Setembro 2018 | Alverca (CP) | 0–3 | (II) Académico de Viseu                       | Alverca do Ribatejo                                            |  |
| 15:00            |              |     | - Luisinho 63' - Rui Miguel 69' - Gasilin 80' | Estádio: Complexo Desportivo FC Alverca Árbitro: André Narciso |  |

| 30 Setembro 2018 | Pedras Salgadas (CP) | 1–0 | (II) Académica | Pedras Salgadas                                    |  |
| 15:00            | - Carlos Mendes 2'   |     |                | Estádio: Estádio da Portelinha Árbitro: Marco Cruz |  |

| 30 Setembro 2018 | Portalegrense (D) | 0–3 | (II) Farense                                                   | Portalegre                                               |  |
| 15:00            |                   |     | - Gomes 32' (pen.) - Hélio Figueira 78' (o.g.) - Alvarinho 81' | Estádio: Municipal de Portalegre Árbitro: José Rodrigues |  |

| 30 Setembro 2018 | Caçadores das Taipas (CP) | 0–1 | (II) Arouca | Caldas das Taipas                                |  |
| 15:00            |                           |     | - Kiko 59'  | Estádio: Estádio do Montinho Árbitro: Fábio Melo |  |

| 30 Setembro 2018 | Limianos (CP)            | 2–1 | (II) Mafra     | Ponte de Lima                                       |  |
| 15:00            | - Ricardo Silva 10', 58' |     | - Bruninho 56' | Estádio: Campo do Cruzeiro Árbitro: Manuel Oliveira |  |

| 30 Setembro 2018 | Fafe (CP)      | 1–0 | (CP) Sp. Ideal | Fafe                                                                   |  |
| 15:00            | - Ferrinho 38' |     |                | Estádio: Parque Municipal dos Desportos de Fafe Árbitro: Márcio Torres |  |

| 30 Setembro 2018 | Caldas (CP)              | 1–2 | (CP) Gafanha            | Caldas da Rainha                                  |  |
| 15:00            | - David Silva 83' (pen.) |     | - Diogo Tavares 7', 18' | Estádio: Campo da Mata Árbitro: Anzhony Rodrigues |  |

| 30 Setembro 2018 | Vila Flor (D) | 0–5 | (CP) Amarante                                                         | Vila Flor                                                |  |
| 15:00            |               |     | - Miguelito 23' (pen.), 39' - Marquinhos 53' (pen.) - Muacir 56', 28' | Estádio: Municipal de Vila Flor Árbitro: António Moreira |  |

| 30 Setembro 2018 | Vila Real (D)                                | 2–2 (pro.) (5–4 pen.) | (CP) Sanjoanense             | Vila Real                                                           |  |
| 15:00            | - Diogo Castro 48' (o.g.) - Diogo Paixão 75' |                       | - Tisdell 41' - Kodisang 44' | Estádio: Complexo Desportivo Monte Da Forca Árbitro: João Gonçalves |  |

| 30 Setembro 2018 | União de Tomar (D) | 0–3 | (CP) Vilafranquense                | Tomar                                               |  |
| 15:00            |                    |     | - Pedro Garcia 57', 86' - Rosa 90' | Estádio: Municipal de Tomar Árbitro: Pedro Viveiros |  |

| 30 Setembro 2018 | Fátima (CP) | 1–0 | (II) Oliveirense | Fátima                                                 |  |
| 15:00            | - Jeka 66'  |     |                  | Estádio: Estádio Papa Francisco Árbitro: Tiago Martins |  |

| 30 Setembro 2018 | Vasco da Gama Vidigueira (CP) | 0–1 | (II) Estoril  | Vidigueira                                              |  |
| 15:00            |                               |     | - Roberto 19' | Estádio: Municipal de Vidigueira Árbitro: Pedro Ramalho |  |

| 30 Setembro 2018 | Vit. Sernache (D)     | 1–3 | (CP) Sertanense                                         | Cernache do Bonjardim                                       |  |
| 15:00            | - Sandro Fernando 76' |     | - Hugo Barbosa 39' - Kevin Pina 43' - Ricardo Pires 64' | Estádio: Municipal Nuno Álvares Pereira Árbitro: Rui Soares |  |

| 30 Setembro 2018    | Vale Formoso (D) | 3-0 | (CP) União de Leiria                         | Furnas                                                     |  |
| 16:00 (15:00 UTC±0) |                  | h   | - Antwi 22' - Vieira 34' - Carlos Daniel 89' | Estádio: Campo de Jogos de Santana Árbitro: José Rodrigues |  |

1. ↑  O União de Leiria foi desqualificado e punido com derrota por 3-0 por utilização de jogador irregular.[7]

## 3.ª Eliminatória
Um total de 64 equipas participaram nesta eliminatória, que incluiu os 46 vencedores da eliminatória anterior e as 18 equipas que competem na Primeira Liga de 2018–19 (I). O sorteio realizou-se a 10 de outubro de 2018. Os jogos foram disputados entre 18 e 21 de outubro de 2018. À semelhança do que ocorreu com as equipas de Segunda Liga na eliminatória anterior, as equipas da Primeira Liga disputaram as suas partidas como visitantes contra equipas de divisões inferiores.
Quatro jogos desta eliminatória (Sertanense-Benfica; Vila Real-Porto; Loures-Sporting; Felgueiras-Braga) foram transmitidos em direto na televisão pela SportTV e pela RTP. Cada clube envolvido nestes quatro jogos recebeu uma verba de 50.000€ referente às transmissões televisivas.
| I Liga  | II Liga | CP      | Distritais | Total    |
| ------- | ------- | ------- | ---------- | -------- |
| 18 / 18 | 9 / 14  | 32 / 71 | 5 / 41     | 64 / 144 |

| Dia do jogo   | Visitado              | Div | Res              | Div | Visitante            |
| ------------- | --------------------- | --- | ---------------- | --- | -------------------- |
| 18 de outubro | Sertanense            | CP  | 0–3              | I   | Benfica              |
| 19 de outubro | Vila Real             | D   | 0–6              | I   | FC Porto             |
| 20 de outubro | Cova da Piedade       | II  | 2–1              | I   | Portimonense         |
| 20 de outubro | Amora                 | CP  | 3–4 (a.p.)       | I   | Belenenses SAD       |
| 20 de outubro | Valenciano            | D   | 0–7              | I   | Vitória de Guimarães |
| 20 de outubro | Espinho               | CP  | 3–3 (11-10 g.p.) | II  | Académico de Viseu   |
| 20 de outubro | Loures                | CP  | 1–2              | I   | Sporting             |
| 21 de outubro | Vale Formoso          | D   | 4–3 (a.p.)       | CP  | Coimbrões            |
| 21 de outubro | Moura                 | CP  | 0–0 (3-4 g.p.)   | I   | Marítimo             |
| 21 de outubro | Leixões               | II  | 3–1              | CP  | Amarante             |
| 21 de outubro | Vilafranquense        | CP  | 0–4              | CP  | Anadia               |
| 21 de outubro | Fátima                | CP  | 1–4              | I   | Boavista             |
| 21 de outubro | Armacenenses          | CP  | 1–2              | I   | Vitória de Setúbal   |
| 21 de outubro | S. Martinho           | CP  | 0–1              | I   | Moreirense           |
| 21 de outubro | Torreense             | CP  | 1–5              | I   | Rio Ave              |
| 21 de outubro | Águeda                | CP  | 1–0              | CP  | Louletano            |
| 21 de outubro | Santa Iria            | CP  | 0–2              | CP  | Praiense             |
| 21 de outubro | Estoril               | II  | 1–1 (3-4 g.p.)   | I   | Tondela              |
| 21 de outubro | Pedras Salgadas       | CP  | 1–4              | I   | Chaves               |
| 21 de outubro | Maria da Fonte        | CP  | 1–2              | I   | Santa Clara          |
| 21 de outubro | Mirandela             | CP  | 1–2 (a.p.)       | I   | Feirense             |
| 21 de outubro | Lusitano Vildemoinhos | CP  | 4–3 (a.p.)       | I   | Nacional             |
| 21 de outubro | Casa Pia              | CP  | 2–1              | CP  | Angrense             |
| 21 de outubro | Silves FC             | D   | 2–1 (a.p.)       | CP  | Chaves Satélite      |
| 21 de outubro | Paços de Ferreira     | II  | 2–0              | CP  | Gafanha              |
| 21 de outubro | União da Madeira      | CP  | 2–0              | D   | União SC             |
| 21 de outubro | Montalegre            | CP  | 2–1 (a.p.)       | CP  | Oriental             |
| 21 de outubro | Fafe                  | CP  | 0–0 (2-4 g.p.)   | II  | Penafiel             |
| 21 de outubro | Farense               | II  | 1–3              | II  | Arouca               |
| 21 de outubro | Limianos              | CP  | 0–2              | II  | Covilhã              |
| 21 de outubro | Sacavenense           | CP  | 1–3              | I   | Aves                 |
| 21 de outubro | Felgueiras 1932       | CP  | 0–1              | I   | Braga                |

a.p. - após prolongamento; g.p. - grandes penalidades; negrito - vencedor da eliminatória

## 4.ª Eliminatória
Participaram nesta eliminatória as 32 equipas apuradas da eliminatória anterior. O sorteio realizou-se a 26 de outubro de 2018, sem qualquer restrição. Os jogos foram disputados a 22 e entre 24 e 25 de novembro de 2018.
Quatro jogos desta eliminatória (Benfica-Arouca; Lusitano Vildemoinhos-Sporting; Porto-Belenenses SAD; Braga-Praiense) foram transmitidos em direto na televisão pela SportTV e pela RTP. Cada clube envolvido nestes quatro jogos recebeu uma verba de 50.000€ referente às transmissões televisivas.
| I Liga  | II Liga | CP     | Distritais | Total    |
| ------- | ------- | ------ | ---------- | -------- |
| 16 / 18 | 6 / 14  | 8 / 71 | 2 / 41     | 32 / 144 |

| Dia do jogo    | Visitado              | Div | Res        | Div | Visitante            |
| -------------- | --------------------- | --- | ---------- | --- | -------------------- |
| 22 de novembro | Benfica               | I   | 2–1        | II  | Arouca               |
| 24 de novembro | Cova da Piedade       | II  | 0–3 (a.p.) | I   | Aves                 |
| 24 de novembro | Lusitano Vildemoinhos | CP  | 1–4        | I   | Sporting             |
| 24 de novembro | FC Porto              | I   | 2–0        | I   | Belenenses SAD       |
| 25 de novembro | Covilhã               | II  | 0–3        | I   | Moreirense           |
| 25 de novembro | Montalegre            | CP  | 1–0        | CP  | Águeda               |
| 25 de novembro | Rio Ave               | I   | 7–0        | D   | Silves FC            |
| 25 de novembro | Leixões               | II  | 1–0        | CP  | Anadia               |
| 25 de novembro | Paços de Ferreira     | II  | 3–1        | CP  | Casa Pia             |
| 25 de novembro | Penafiel              | II  | 1–4        | I   | Vitória de Setúbal   |
| 25 de novembro | Espinho               | CP  | 0–4        | I   | Boavista             |
| 25 de novembro | União da Madeira      | CP  | 0–2        | I   | Vitória de Guimarães |
| 25 de novembro | Tondela               | I   | 7–0        | D   | Vale Formoso         |
| 25 de novembro | Marítimo              | I   | 0–3        | I   | Feirense             |
| 25 de novembro | Santa Clara           | I   | 1–2        | I   | Chaves               |
| 25 de novembro | Braga                 | I   | 2–1        | CP  | Praiense             |

a.p. - após prolongamento; g.p. - grandes penalidades; negrito - vencedor da eliminatória

## Oitavos-de-Final
Participaram nesta eliminatória as 16 equipas apuradas da eliminatória anterior. O sorteio teve lugar no dia 30 de novembro de 2018, sem qualquer restrição. Os jogos foram disputados entre 18 e 19 de dezembro de 2018.
Cinco jogos desta eliminatória (V. Setúbal-Braga; Porto-Moreirense; Boavista-V. Guimarães; Sporting-Rio Ave; Montalegre-Benfica) foram transmitidos em direto na televisão pela SportTV e pela RTP. Cada clube envolvido nestes cinco jogos recebeu uma verba de 50.000€ referente às transmissões televisivas.
| I Liga  | II Liga | CP     | Distritais | Total    |
| ------- | ------- | ------ | ---------- | -------- |
| 13 / 18 | 2 / 14  | 1 / 71 | 0 / 41     | 16 / 144 |

| Dia do jogo    | Visitado           | Div | Res            | Div | Visitante            |
| -------------- | ------------------ | --- | -------------- | --- | -------------------- |
| 18 de dezembro | Vitória de Setúbal | I   | 0–1 (a.p.)     | I   | Braga                |
| 18 de dezembro | Leixões            | II  | 2–2 (4-2 g.p.) | I   | Tondela              |
| 18 de dezembro | FC Porto           | I   | 4–3            | I   | Moreirense           |
| 19 de dezembro | Feirense           | I   | 1–1 (4-2 g.p.) | II  | Paços de Ferreira    |
| 19 de dezembro | CD Aves            | I   | 2–0            | I   | Chaves               |
| 19 de dezembro | Boavista           | I   | 0–1            | I   | Vitória de Guimarães |
| 19 de dezembro | Sporting           | I   | 5–2            | I   | Rio Ave              |
| 19 de dezembro | Montalegre         | CP  | 0–1            | I   | Benfica              |

a.p. - após prolongamento; g.p. - grandes penalidades; negrito - vencedor da eliminatória

## Quartos-de-Final
Participaram nesta eliminatória as 8 equipas apuradas da eliminatória anterior. O sorteio teve lugar no dia 21 de dezembro de 2018, sem qualquer restrição. Os jogos foram disputados entre 15 e 16 de janeiro de 2019.
Os quatro jogos desta eliminatória (D. Aves-Braga; Leixões-Porto; V. Guimarães-Benfica; Feirense-Sporting) foram transmitidos em direto na televisão pela SportTV e pela RTP. Cada clube envolvido nestes cinco jogos recebeu uma verba de 50.000€ referente às transmissões televisivas.
| I Liga | II Liga | CP     | Distritais | Total   |
| ------ | ------- | ------ | ---------- | ------- |
| 7 / 18 | 1 / 14  | 0 / 71 | 0 / 41     | 8 / 144 |

| Dia do jogo   | Visitado             | Div | Res        | Div | Visitante |
| ------------- | -------------------- | --- | ---------- | --- | --------- |
| 15 de janeiro | Aves                 | I   | 1–2        | I   | Braga     |
| 15 de janeiro | Leixões              | II  | 1–2 (a.p.) | I   | FC Porto  |
| 15 de janeiro | Vitória de Guimarães | I   | 0–1        | I   | Benfica   |
| 16 de janeiro | Feirense             | I   | 0–2        | I   | Sporting  |

a.p. - após prolongamento; g.p. - grandes penalidades; negrito - vencedor da eliminatória

## Fase Final
|  | Meias Finais | Meias Finais | Meias Finais | Meias Finais |   |          | Final | Final |
|  |              |              |              |              |   |          |       |       |
|  | Benfica      | 2            | 0            | 2            |   |          |       |       |
|  | Sporting     | 1            | 1            | 2            |   |          |       |       |
|  | Sporting     | 1            | 1            | 2            |   | Sporting | 2(5)  |       |
|  |              |              |              |              |   | Sporting | 2(5)  |       |
|  |              | FC Porto     | 2(4)         |              |   |          |       |       |
|  | FC Porto     | FC Porto     | 2(4)         | 3            | 1 | 4        |       |       |
|  | FC Porto     |              |              | 3            | 1 | 4        |       |       |
|  | Braga        | 0            | 1            | 1            |   |          |       |       |

## Meias-Finais
Participaram nesta eliminatória as 4 equipas apuradas da eliminatória anterior. O sorteio teve lugar no dia 21 de dezembro de 2018, sem qualquer restrição. Os jogos foram disputados a 2 mãos, sendo que a 1.ª mão foi disputada a 6 e 26 de fevereiro de 2019 e a 2.ª mão entre 2 e 3 de abril de 2019.
| I Liga | II Liga | CP     | Distritais | Total   |
| ------ | ------- | ------ | ---------- | ------- |
| 4 / 18 | 0 / 14  | 0 / 71 | 0 / 41     | 4 / 144 |

### Primeira mão
| Dia do jogo     | Visitado | Div | Res | Div | Visitante |
| --------------- | -------- | --- | --- | --- | --------- |
| 6 de fevereiro  | Benfica  | I   | 2–1 | I   | Sporting  |
| 26 de fevereiro | FC Porto | I   | 3–0 | I   | Braga     |

negrito - vencedor do jogo

### Segunda mão
| Dia do jogo | Visitado | Div | Res       | Div | Visitante |
| ----------- | -------- | --- | --------- | --- | --------- |
| 2 de abril  | Braga    | I   | 1–1       | I   | FC Porto  |
| 3 de abril  | Sporting | I   | 1–0 (g.f) | I   | Benfica   |

a.p. - após prolongamento; g.p. - grandes penalidades; negrito - vencedor do jogo

## Final
| 25 de maio de 2019 | Sporting CP            | 2 - 2 | FC Porto                   | Estádio Nacional do Jamor, Oeiras |
| 17:15              | Danilo 45' · Dost 101' |       | Tiquinho 41' · Felipe 120' | Árbitro: Jorge Sousa              |

|                                                                                 |       | Penalidades                                                 |  |
| Bas Dost Bruno Fernandes Jérémy Mathieu Raphinha Sebastián Coates Luiz Phellype | 5 - 4 | Tiquinho Soares Danilo Pereira Pepe Felipe Hernâni Fernando |  |

## Campeão
| Taça de Portugal 2018–19 |
| ------------------------ |
| Sporting (17.º Título)   |